# Stanisław Emich
Stanisław Emich (ur. 11 czerwca 1917, zm. 6 marca 2011 w Opolu) – polski działacz państwowy, w latach 1973–1979 wicewojewoda opolski.

## Życiorys
Syn Stanisława i Jadwigi Emilii. Od grudnia 1973 do 1979 pełnił funkcję pierwszego wicewojewody opolskiego (zarówno „dużego”, jak i „małego” województwa).
Był żonaty, miał dzieci i wnuki. Zmarł w wieku 93 lat. 10 marca 2011 pochowany na cmentarzu komunalnym w Opolu.